# Marcin Nenko
Marcin Nenko (ur. 23 lipca 1984 w Krakowie) – polski kontrabasista, kompozytor i kierownik muzyczny.

## Życiorys

### Edukacja
Naukę gry na kontrabasie rozpoczął w wieku 23 lat, ucząc się u Mariana Pawlika. W 2010 rozpoczął naukę w Akademii Muzycznej w Krakowie na Wydziale Instrumentalnym w Katedrze Muzyki Współczesnej, Jazzu i Perkusji w klasie prof. Macieja Adamczaka. W 2011 ukończył studia licencjackie na kierunku Socjologia w Wyższej Szkole Europejskiej im. ks.J. Tischnera w Krakowie.

### Kariera
W 2009 wraz z Barbarą Derlak i Tomaszem Waldowskim założył zespół Chłopcy kontra Basia. Z zespołem wydał trzy płyty studyjne: Oj tak! (2013), O (2015) i Mrówka Zombie (2020) oraz EP Chłopcy kontra Basia (2011). W 2012 zostali finalistami trzeciej edycji programu Must Be the Music. Tylko muzyka.
W 2012 rozpoczął współpracę z Eweliną Marciniak, pisząc muzykę do nagradzanego spektaklu Zbrodnia w Teatrze Polskim w Bielsku-Białej. W tym samym roku dołączył do zespołu Recycling Band, z którym występował m.in. na Szczycie Klimatycznym ONZ w Warszawie czy na międzynarodowym festiwalu w Kuwejcie. Zespół był też finalistą programu Mam talent!.
Pracuje jako producent muzyczny i realizator nagrań w Studio Zbrodnia w Gdańsku, które stworzył w 2022 roku.
Od 2023 roku etatowy kierownik muzyczny Teatru Wybrzeże.

### Życie prywatne
22 lipca 2017 wziął ślub z aktorką Katarzyną Michalską.

## Dyskografia
- Oj tak! (2013) wyd. Art2/Agora
- O (2015) wyd. Art2/Agora
- Grzegorz Ciechowski: Spotkanie z legendą (2015) wyd. Agencja Muzyczna Polskiego Radia
- Mrówka Zombie (2020) wyd. Mystic Production

## Muzyka teatralna
Spis sporządzono na podstawie materiału źródłowego.
- 2012 – Zbrodnia[6] Teatr Polski w Bielsku-Białej reż. Ewelina Marciniak – kompozytor, muzyka na żywo
- 2013 – Misja (Wojny, od których uciekłem)[7] Teatr im. Stefana Żeromskiego Kielce reż. Ewelina Marciniak – kompozytor
- 2014 – Morfina[8] Teatr Śląski w Katowicach reż. Ewelina Marciniak – współautor muzyki (zespół Chłopcy kontra Basia), muzyka na żywo
- 2015 – Portret Damy[9] Teatr Wybrzeże w Gdańsku reż. Ewelina Marciniak – współautor muzyki (zespół Chłopcy kontra Basia), muzyka na żywo
- 2016 – Tango Łódź[10] Teatr Powszechny w Łodzi reż. Adam Orzechowski – kompozytor
- 2016 – Par Paranoje[11] Teatr Wybrzeże w Gdańsku reż. Adam Orzechowski – kompozytor
- 2016 – W 80 dni dookoła świata. Tam i z powrotem[12] Teatr Śląski w Katowicach reż. Robert Talarczyk – współautor muzyki (zespół Chłopcy kontra Basia), muzyka na żywo
- 2016 – Dwóch Szlachetnych Krewnych[13] Teatr im. Jana Dormana w Będzinie reż Gabriel Gietzky – kompozytor
- 2017 – Ćwiczenia stylistyczne[14] Teatr Boto w Sopocie reż. Małgorzata Brajner – kompozytor, muzyka na żywo
- 2017 – Zabić Celebrytę[15] Teatr im. Żeromskiego w Kielcach reż. Gabriel Gietzky – kompozytor, muzyka na żywo
- 2017 – Mary Page Marlow[16] Teatr Wybrzeże w Gdańsku reż. Adam Orzechowski – kompozytor
- 2017 – Faza Delta[17] Teatr im. Jaracza w Olsztynie reż Gabriel Gietzky – kompozytor
- 2018 – Damy i Huzary[18] Teatr Miejski w Gliwicach reż. Gabriel Gietzky – kompozytor
- 2018 – Śmierć Białej Pończochy[19] Teatr Wybrzeże w Gdańsku reż. Adam Orzechowski – kompozytor, muzyka na żywo
- 2018 – DAMY I HUZARY albo Play Fredro[20] Teatr Wybrzeże reż. Adam Orzechowski – kompozytor
- 2018 – Ruscy[21] Teatr Wybrzeże w Gdańsku reż. Adam Orzechowski – kompozytor
- 2018 – Mistrz i Małgorzata[22] Teatr im. Wojciecha Bogusławskiego w Kaliszu reż. Gabriel Gietzky – kompozytor
- 2018 – Little Pony[23] Teatr Wybrzeże w Gdańsku reż. Rudolf Zioło – kompozytor
- 2019 – Tartuffe[24] Teatr Zagłębia w Sosnowcu reż. Rudolf Zioło – kompozytor
- 2019 – Czarownice z Salem[25] Teatr Współczesny w Szczecinie reż. Adam Orzechowski – kompozytor
- 2019 – Opowieści z Narnii: Lew, Czarownica i stara szafa[26] Teatr im. Stefana Żeromskiego w Kielcach reż. Gabriel Gietzky –kompozytor
- 2020 – Kordian[27] Teatr Wybrzeże w Gdańsku reż. Adam Orzechowski – kompozytor
- 2020 – Jednorożec[28] Teatr Powszechny w Łodzi reż. Adam Orzechowski – kompozytor
- 2020 – Na tropach Smętka. Pieśń ziemi ma wiele głosów[29] Teatr im. Stefana Jaracza w Olsztynie reż. Rudolf Zioło – kompozytor
- 2020 – Czytanie ścian[30] Teatr im. Wojciecha Bogusławskiego w Kaliszu reż. Rudolf Zioło – kompozytor
- 2021 – Sztuka[31] Teatr Wybrzeże w Gdańsku reż. Adam Orzechowski – opracowanie muzyczne
- 2021 – Powarkiwania Drogi Mlecznej[32] Teatr Wybrzeże w Gdańsku reż. Adam Orzechowski – kompozytor
- 2021 – Mary Page Marlow[33] Teatr Studyjny w Łodzi reż. Adam Orzechowski – kompozytor
- 2021 – Opowieści z Narnii[34] Teatr Pinokio w Łodzi reż. Gabriel Gietzky – kompozytor
- 2022 – Sceny z egzekucji[35] Teatr Wybrzeże w Gdańsku reż. Adam Orzechowski – kompozytor
- 2022 – Osiem kobiet[36] Teatr im. Wiliama Horzycy w Toruniu reż. Franciszek Szumiński – kompozytor
- 2022 – Maria[37] Teatr Powszechny w Łodzi reż. Adam Orzechowski – kompozytor
- 2022 – Zamek[38] Teatr Dramatyczny w Warszawie reż. Franciszek Szumiński – kompozytor
- 2022 – Plac Bohaterów[39] Teatr Wybrzeże w Gdańsku reż. Franciszek Szumiński – kompozytor
- 2022 – STRUP[40] Teatr Wybrzeże w Gdańsku (spektakl gościnny Koła Artystyczno-Naukowego Next to Musical[41]) reż. Michał Jaros – kompozytor
- 2023 – Alicja w krainie koszmarów[42] Teatr Telewizji reż. Piotr Domalewski – kompozytor
- 2023 – Kariera Nikodema Dyzmy[43] reż. Gabriel Gietzky – kompozytor
- 2023 – Punkt zero[44] Teatr Wybrzeże w Gdańsku reż. Adam Orzechowski – kompozytor
- 2023 – LAST DANCE (w oparach absurdu) w sylwestrową noc roku Pańskiego tego czy owego[45] Teatr Wybrzeże w Gdańsku (spektakl gościnny Koła Artystyczno-Naukowego Next to Musical[46]) reż. Michał Jaros – kompozytor
- 2023 – Ciepłe pszczoły, zimne jelenie albo jak pozbyć się dzieci[47] Teatr Pinokio w Łodzi reż. Gabriel Gietzky – kompozytor
- 2023 – Święta.Rodzina[48] reż. Michał Buszewicz – kompozytor
- 2024 – Folwark zwierzęcy[49] Teatr Pinokio w Łodzi reż. Gabriel Gietzky – kompozytor
- 2024 – Biedermannowie[50] Teatr Powszechny w Łodzi reż. Adam Orzechowski – kompozytor
- 2024 – Iwona, księżniczka Burgunda[51] Teatr Wybrzeże w Gdańsku reż. Adam Orzechowski – kompozytor
- 2024 – czytanie performatywne III części Trylogii klimatycznej – RAJ. ZABAWA (ZACHÓD. ŁABĘDZI ŚPIEW)[52] Teatr Wybrzeże w Gdańsku reż. Dorota Androsz – opracowanie muzyczne
- 2025 – Błękitny Express[53] Teatr Kameralny im. Wandy Rucińskiej w Bydgoszczy reż. Filip Łach – kompozytor
- 2025 – Brytanik[54] Teatr Wybrzeże w Gdańsku reż. Grzegorz Wiśniewski – kompozytor
- 2025 – Jej słowo. Jego słowo.[55] Teatr Wybrzeże w Gdańsku reż. Adam Orzechowski – kompozytor
- 2025 – Od nowa[56] Teatr w Krakowie im. Juliusza Słowackiego reż. Gosia Jakubowska Raczkowska – kompozytor
- 2025 – CIENIE scenariusz prosto z piwnicy[57] Teatr Wybrzeże w Gdańsku (spektakl gościnny Koła Artystyczno-Naukowego Next to Musical[58]) reż. Michał Jaros – kompozytor (razem z Łukaszem Kamińskim)

## Muzyka filmowa
- Złe uczynki[59] (2016) reż. Piotr Domalewski

## Słuchowiska
- Post Mortem. Historia Zofii Dwornik[60] reż. Mikołaj Szczęsny – muzyka
- RE-wizja[61] reż. Sebastian Adamkiewicz, Mikołaj Szczęsny – muzyka
- NEKOME 1905[62] reż. Sebastian Adamkiewicz, Mikołaj Szczęsny – muzyka
- Czarownica[63] reż. Sebastian Adamkiewicz, Mikołaj Szczęsny – muzyka